# دونالد باكستر
دونالد باكستر هو طبيب أعصاب وأستاذ مدرسة كندي، ولد في 24 أغسطس 1926، وتوفي في 24 يوليو 2012.